# 1364
1364 (MCCCLXIV) je bilo prestopno leto, ki se je po julijanskem koledarju začelo na ponedeljek.

## Dogodki

### Slovenija
- Avstrijski vojvoda Rudolf IV. Habsburški povzdigne Kranjsko marko v vojvodino.

### Stoletna vojna
- 8. april - Zaradi neznane bolezni umre v angleškem (prostovoljnem) ujetništvu francoski kralj Ivan II.. Njegovo truplo Angleži vrnejo Francozom. Francijo nasledi sin Karel V.. Njegov prvi politični cilj je, da porazi rivala navarskega kralja Karla II., ki se je hotel polastiti Burgundije. ↓
- 16. maj → Bitka pri Cocherelu: francoska kraljeva vojska pod vodstvom generala Bertranda du Guesclina odločujoče porazi anglo-navarsko invazijsko vojsko. Karel II. se ni udeležil bitke, je pa njegov politični vpliv v Franciji utrpel nepopravljivo škodo.
  - Tolpe Tard-Venus, ki ustrahujejo južno Francijo, se poskuša znebiti tako, da jim plača pot za križarsko vojno na vzhod, v glavnem čim dlje od Francije. Zalomi se že pri prečkanju Rena, ko jih meščani Strasbourga ne puste čez reko.
- 19. maj - Reims: kronanje Karla V. in Ivane Burbonske za francoska kralja in kraljico.
- 29. september - Bitka pri Aurayju, bretonska nasledstvena vojna: Anglo-Bretonci pod vodstvom vojvode Ivana Montforškega odločujoče porazijo Franko-Bretonce pod vodstvom vojvode Karla Bloiškega, ki je v bitki ubit. S tem se pomenjena vojna, ena od stranskih teatrov stoletne vojne, zaključi. 1365 ↔

### Ostalo
- 15. februar - Švedska: mecklenburški vojvoda Albert III. s podporo izgnanega švedskega plemstva in Hanse odstavi švedska (so)kralja Magnusa IV. (očeta) in Hakona VI. (sina). Oba se umakneta na Norveško, od koder načrtujeta protiinvazijo. Nadzor ohranita v pasu provinc ob norveški meji. 1365 ↔
- 7. maj - Upor beneške kolonije na Kreti proti matici: potem, ko spodleti diplomacija, se Benečani izkrcajo na otoku in ga v nekaj dneh osvojijo z izjemo nedostopnih delov na zahodu otoka, kjer upor nadaljujejo pravoslavni domačini. Beneški dož Lorenzo Celsi naslovi na papeža prošnjo za križarsko vojno proti upornikom. 1368 ↔
- 28. julij - Bitka pri Cascini: Pisanci se v napadu na Florentince uštejejo in so hudo poraženi. Florentinci pa so bili na gladko zmago popolnoma nepripravljeni in je niso izkoristili za zavzetje Pise.
- 16. november -  Umrlega kneza Vlaške Nikolaja Aleksandra nasledi Vladislav I., sicer vazal Bolgarskega cesarstva.
- Umre vojvoda Schleswiga Valdemar V., bivši danski kralj (III.). Vojvodino Schleswig nasledi sin Henrik Schleswiški.
- Osmanski Turki pod poveljstvom Lala Šakin paše zavzamejo Plovdiv (gr. Φιλιππούπολις). Druga verzija → 1371
- Kitajska: po bitki na jezeru Poyang, na katerem sta se za zapuščino mongolske dinastije Yuan spopadli vojski kraljevin Dahan in Wu, se preda še zadnji kralj Dahana Chen Li. Voditelj Wuja in kasnejši cesar dinastije Ming Zhu Yuanzhang s tem zacementira svojo oblast v osrednji Kitajski ob reki Jangce. 1367 ↔
- Italijanski (beneški) urar Giovanni de' Dondi dokonča astronomsko uro Astrarium.

## Rojstva
- 11. september - Karel II., zgornjelorenski vojvoda († 1431)
- 16. december - Manuel III. Veliki Komnen, trapezuntski cesar († 1417)
- Al-Makrizi, arabski kronist († 1442)
- Christine de Pizan, francoska pesnica in pisateljica († 1430)
- Gjalcab Dže, tibetanski lama († 1432)

## Smrti
- 12. marec - Ranulf Higden, angleški kronist (* 1280)
- 8. april - Ivan II., francoski kralj (* 1319)
- 19. junij - Elisenda de Montcada, aragonska kraljica (* 1292)
- 30. junij - Ernest iz Pardubic, češki nadškof (* 1297)
- 5. avgust - cesar Kogon, japonski proticesar (* 1313)
- 18. avgust - Malatesta II. Malatesta, italijanski vojskovodja, vladar Riminija (* 1299)
- 29. september - Karel I., bretonski vojvoda (* 1319)
- 16. november -  Nikolaj Aleksander, vlaški knez (* ni znano)
- Gadža Mada, madžapahitski državnik in vojskovodja (* 1290)
- Pietro Alighieri, italijanski uradnik, literarni kritik, Dantejev sin (* 1300)
- Tai Situ Changchub Gyaltsen, tibetanski vladar (* 1302)
- Valdemar III., danski kralj (* 1314)